# オートジャイロ

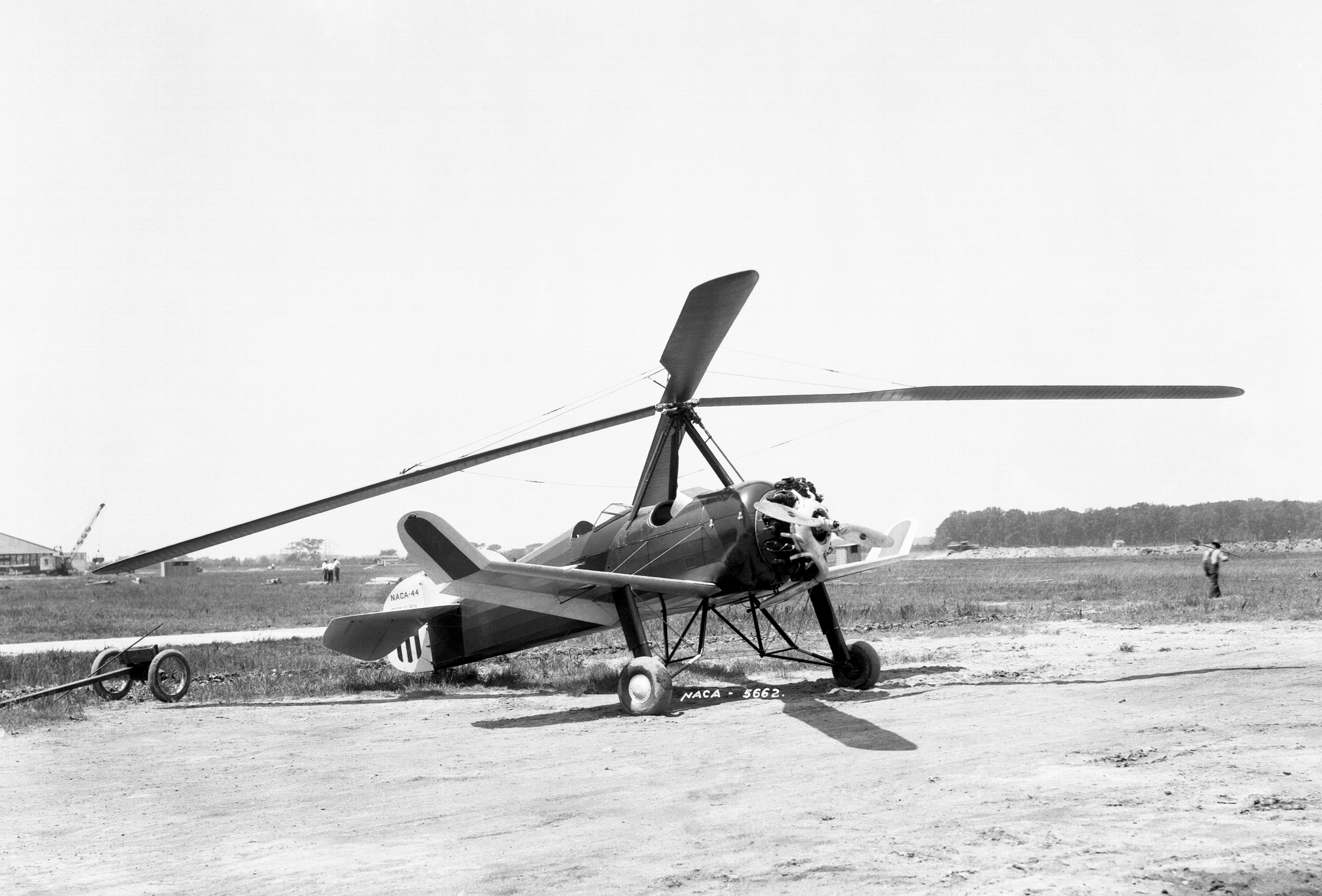
NACAのオートジャイロ　　三舵で制御している初期のもの

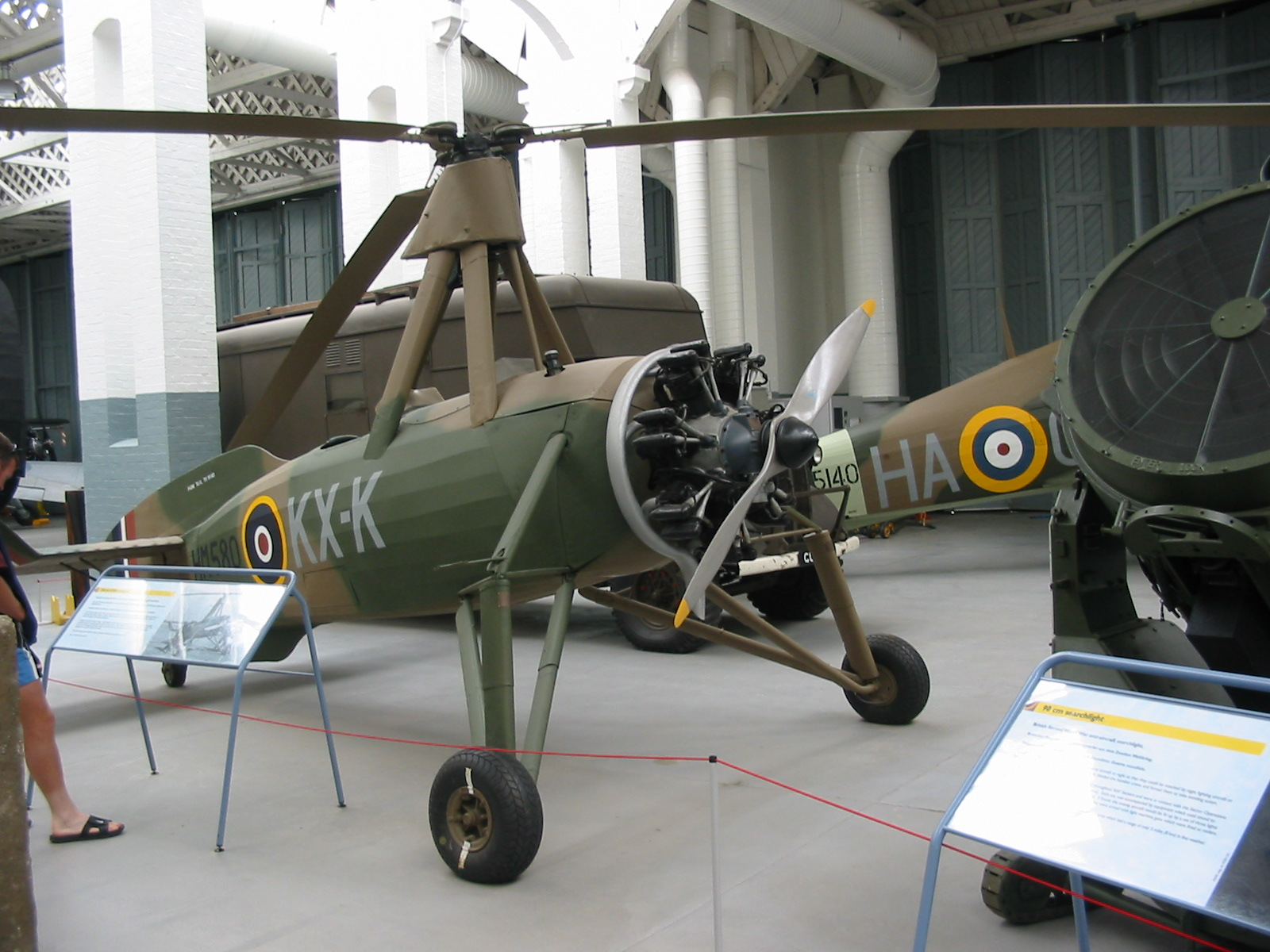
シェルバ社製のイギリス空軍のオートジャイロ。基本的な構造は第二次世界大戦が終わるまで変わらなかった

オートジャイロ（autogyro / autogiro）とは、前進することによる風の力で回転翼を回転させて揚力を得る航空機をいう。ヘリコプターやフェアリー ロートダインと同じく回転翼機に分類されるが、回転翼はフリーになっており前方からの風で風車のように回転するだけで基本的に動力は繋がっていない。そのため垂直離陸やホバリングはできないが、ジャンプ・テイクオフが可能な機体もある。離着陸は非常にVTOLに近いSTOL機であり、強い向かい風など気象条件がそろえばほぼヘリコプターと同様の垂直離着陸も可能である。
ジャイロコプター（gyrocopter / girocopter）やジャイロプレーン（gyroplane / giroplane）とも呼ばれる。また通称でジャイロ (gyro / giro) と呼ばれることもある。

## 概要
実際に離陸する最初のオートジャイロはスペイン人のフアン・デ・ラ・シエルバが開発し、1923年1月17日に初飛行を成功させた。
固定翼の代わりに回転翼を装備していることから、オートジャイロの見た目はヘリコプターに類似している。しかしながら、ヘリコプターは機体に装備されている動力で直接回転翼を動かすのに対し、オートジャイロの回転翼は動力と繋がっておらず、そのため構造的には全く異なる。
オートジャイロの回転翼は、鉛直より後傾した回転軸の回りに自由に回転できるよう取り付けられており、機体前方に取り付けられる動力駆動の別プロペラの推進力などにより機体が前進すると、相対的に発生する気流を下前方から受けて受動的に回転するようになっている。ヘリコプターでは回転翼の動力駆動による下向き気流が機体全体の揚力を生じているのに対し、オートジャイロでは回転翼の下面側から上面側に流れる気流で揚力が生じて機体の飛行が可能となっている。
回転翼は動力駆動されていないため、ヘリコプターのようなホバリングや無風状態での垂直離陸は原理上不可能であるが、それでも固定翼機に比べれば短い距離での離着陸が可能である。（ある程度の強い風が吹いている時はホバリングが可能になる）なお着陸については、ヘリコプターのオートローテーションと同じ方法で風向きに関わらず滑走距離ゼロの実質的な垂直着陸が可能である。
オートジャイロの主な欠点は燃費が悪いことと、飛行時の騒音が大きいこと。燃費の問題は、機体の揚力を生む回転翼が推進力を提供しないため、別にエンジンやプロペラが必要になることからくる。騒音の問題では、現代のヘリコプターよりもかなり大きな音で、試験飛行で800m離れても90デシベルという非常に大きな音を記録した。

## 操縦方法

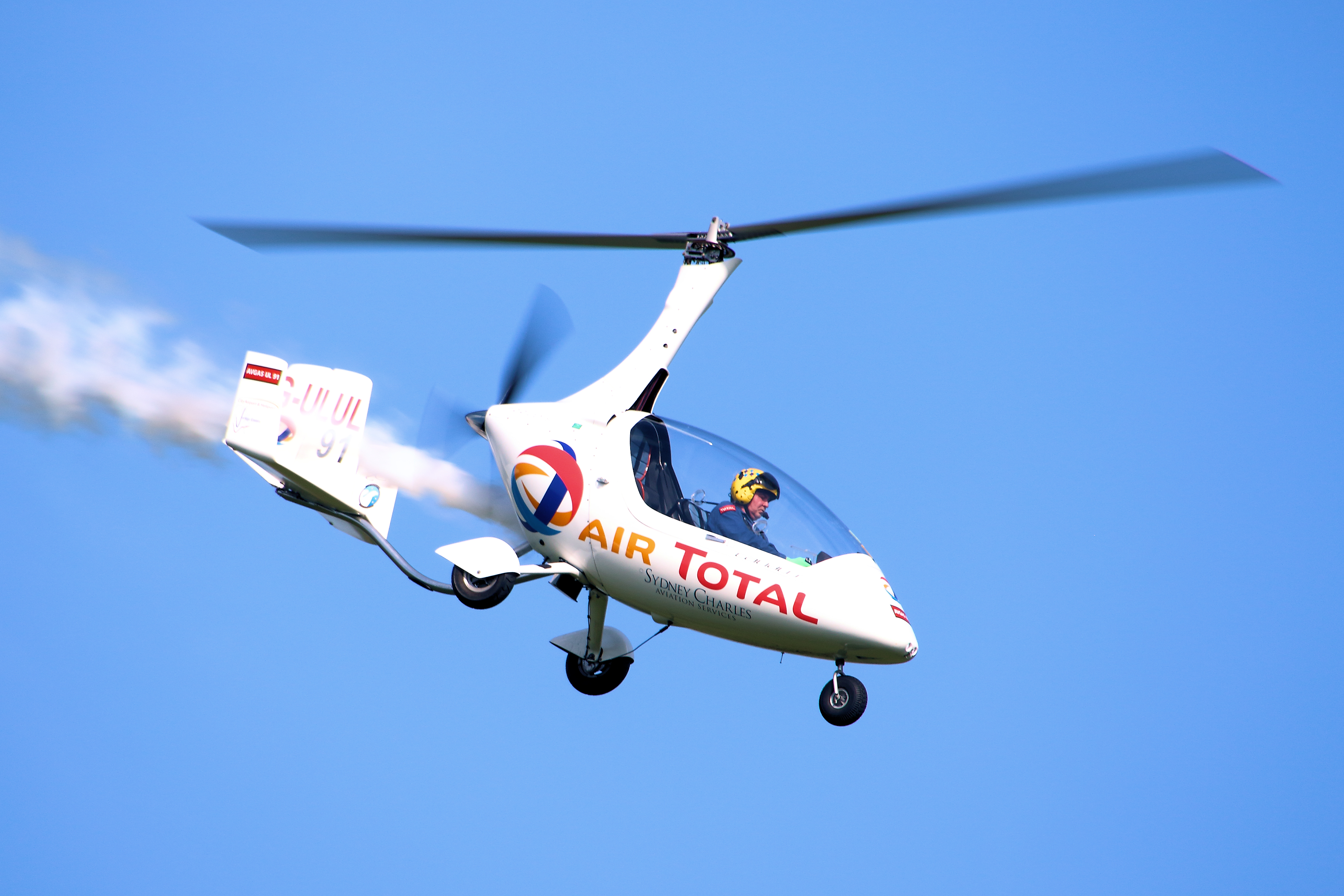
スポーツ系の市販オートジャイロのカリダス

回転翼に動力が無い機体の場合は、風を受けてある程度回転が上がるまで、風上に向かってエレベーターアップで回転翼を後方に傾けたまま十分に滑走させる必要がある。回転翼に動力を繋ぐことができる機体の場合は、動力を繋いで初期回転を得ることもできる。十分な回転数が得られたら通常の飛行機のように滑走して離陸させる。離陸距離は非常に短い。操縦の感覚はヘリコプターと飛行機の中間であり、飛行機のように操縦桿でエレベーター・エルロン操作、ペダルでラダー操作をする。特徴的なこととしては、回転翼機であることからストールターンのような動きが非常に得意で、固定翼機では到底困難なほどの小さな半径での旋回が可能である。また通常の飛行機が完全に失速してしまうような大きな迎え角で飛行しても、揚力を発生している回転翼は失速することが無いので、機体の失速特性は非常に良い（というよりオートジャイロには失速自体が存在しない）。
基本的にはエンジン出力を上げると前に進みつつ上昇し、エンジン出力を下げるとスピードが落ちつつ機首を下げること無く高度が下がるという独特の挙動を見せる。現代のスポーツ系オートジャイロは、かなりのスタント飛行能力があり運動性にも優れるが、固定翼機である通常のスタント機ではあまり問題にならないマイナスGをかける機動（急激なエレベーターダウンや背面飛行など）は、ローターの回転が止まって墜落してしまうために不可能となっている。
（参考）オートジャイロによるスタントの動画＞

### 跳躍離陸（ジャンプ・テイクオフ）
機体によっては回転翼の動力機構を備えつつ、クラッチでその動力の伝動をON･OFF切り替えと、回転翼のピッチを制御が装備され、実質的に垂直離陸が可能となるものがある。このオートジャイロ特有の離陸方式は跳躍離陸（ジャンプ・テイクオフ、jump take off）と呼ばれ、次のような手順からなる。
1. まず回転翼のピッチをゼロにした状態（回転翼に揚力が発生しない状態）でクラッチを繋ぎ回転翼を動力駆動しておく（この際は、地上にあるため駆動の回転反力は問題とならない）。
2. 回転数が充分に上がった時点でクラッチを切って回転翼のピッチをプラスとすれば、回転翼に急激に揚力が発生し、機体を空中に持ち上げることができる。
3. 機体が持ち上がったと同時にピッチを再調整し前進用プロペラの回転数を上げれば、そのまま水平飛行に移行することができる。

## 各国の状況
古くは軍用や商業用にも使用されていたが現在ではヘリコプターに取って代わられてしまい、オートジャイロはスポーツ用のものがほとんどとなっている。

### ソビエト連邦
ソ連では1920年代末からオートジャイロ実用化の研究が進められ、シエルバの設計したアヴロ製のオートジャイロをもとにKASKR-1やKASKR-2が作られた。これらは成功作とはいえず研究機の域を出なかったが、その後独自の発展型A-7が量産化された。これらの機体は、のちのソ連におけるヘリコプターの発展の基礎を築いた。

### 日本
日本では、ジェット機時代の到来を予測し無尾翼ジェット機の試作に関心を寄せていた萱場資郎が、ジェット機研究を踏まえて手始めに萱場式オートジャイロの開発にとりかかる。太平洋戦争へ突入する1942年12月にはKYBの前身である萱場製作所の仙台製造所にてオートジャイロの生産を始める。太平洋戦争中には、旧日本陸軍の依頼でカ号観測機と呼ばれるオートジャイロを当時の萱場製作所が製造し、弾着観測や対潜哨戒に充てていたことが知られている。

### 中国
2016年、中国人民解放軍の特殊部隊員が、「ハンティング・イーグル (Hunting Eagle) 」と名付けられたオートジャイロを使って、上空から降下する試験を行った。

### 韓国
韓国などでは、高層ビルが林立する都市における防災活動のために、ヘリコプターより小型で値段も安いオートジャイロを使用する消防組織があるが、ホバリングができず、消火剤などの積載量がヘリコプターよりも劣るという欠点がある。